# 차이나 앤 매클레인
차이나 앤 매클레인(China Anne McClain, 1998년 8월 25일 ~ )은 미국의 배우이다.

## 출연 작품
- 휴비의 핼러윈 (2020)
- 블러드 브라더 (2018)
- 디센던츠 2 (2017)
- 매직울프 (2017)
- 슬레이브워 (2015)
- 완벽남의 조건 (2014)
- 그로운 업스 (2010)
- 허리케인 시즌 (2009)
- 대디즈 리틀 걸스 (2007)
- 개구쟁이 데니스 크리스마스 (2007)
- 하우스 오브 페인 (2006)
- 마디아 가족의 재결합 (2006)
- 가스펠 (2005)

## 같이 보기
- 유튜버 목록